# Vesna (banda)
Vesna es una banda de folk checa, actualmente compuesta por seis miembros. La banda fue seleccionada como representante de Chequia en el Festival de la Canción de Eurovisión 2023 con la canción "My Sister's Crown".

## Carrera

### Formación y primeros sencillos (2016)
En 2016, la líder de la banda, Patricie Fuxová, quería crear una banda exclusivamente femenina que reivindicara la feminidad y la hermandad eslava. Según Fuxová, aunque se considera que la banda toca música folclórica checa, ella no se consideró a sí misma tocando dentro del género de la música folclórica, afirmando que "no veo lo que hacemos con Vesna como folclore, no son canciones folclóricas. Para mí, estas son canciones que no funcionan con esos arquetipos". En el Conservatorio Jaroslav Ježek, Fuxová se reuniría con las futuras miembros Bára Šůstková, que tocaba el violín, Andrea Šulcová y Tanita Yankovová, quienes tocaban la flauta.

### Pata bohyně(2018)
En 2018, Šulcová y Yankovová dejarían el grupo y fueron reemplazadas por la pianista Olesya Ochepovská y la baterista Markéta Vedralová. En ese mismo año, la banda lanzaría su primer álbum de estudio, Pátá bohyně. En una entrevista con la revista de noticias checa Týden, Fuxová declaró que el álbum estaba inspirado tanto en acontecimientos de la vida real a los que se había enfrentado como en historias y cuentos de hadas checos. El álbum ganó el premio al descubrimiento del año en la entrega de premios de música checa Ceny Anděl 2018.

### Anima(2020)
Durante la pandemia de COVID-19, la banda comenzó a trabajar en un segundo álbum de estudio, Anima. En una entrevista, la integrante de la banda Bára Šůstková informó que el álbum estaba representado por motivos animales, la relación entre hombres y mujeres y el cuerpo femenino.

### Festival de la Canción de Eurovisión (2023)
El 16 de enero de 2023, la banda fue anunciada como una de los seis competidores en ESCZ 2023, la selección nacional checa para el Festival de la Canción de Eurovisión 2023. Cuando se revelaron los resultados de la votación el 7 de febrero de 2023, la banda había obtenido 10.584 votos, ganando por un margen de 6.368 votos, convirtiéndose así en las representantes checas para el concurso musical europeo.

## Discografía

### Álbumes
| Título      | Detalles                                                                    |
| ----------- | --------------------------------------------------------------------------- |
| Pátá bohyně | - Lanzamiento: 20 de noviembre de 2018 - Sello: Warner Music Czech Republic |
| Anima       | - Lanzamiento: 22 de mayo de 2020 - Sello: Warner Music Czech Republic      |

### Sencillos
| Título                                | Año  | Álbum                                |
| ------------------------------------- | ---- | ------------------------------------ |
| "Světlonoš" (con Terezie Kovalová)    | 2017 | Pátá bohyně                          |
| "Kytička"                             | 2018 | Pátá bohyně                          |
| "Láska z Kateřinic" (con Vojtěch Dyk) | 2018 | Pátá bohyně                          |
| "Bílá laň" (con Vera Martinová)       | 2019 | Anima                                |
| "Nezapomeň"                           | 2019 | Anima                                |
| "Voda"                                | 2020 | Anima                                |
| "Downside"                            | 2020 | Sencillos que no pertenecen al álbum |
| "Vlčí oči"                            | 2020 | Anima                                |
| "Vse stoji (Ne dojamem)"              | 2021 | Sencillos que no pertenecen al álbum |
| "Pomiluj mě"                          | 2022 | Sencillos que no pertenecen al álbum |
| "Love me"                             | 2022 | Sencillos que no pertenecen al álbum |
| "Забудь её"                           | 2022 | Sencillos que no pertenecen al álbum |
| "My Sister's Crown"                   | 2023 | Sencillos que no pertenecen al álbum |